# Nationalsozialismus im Eichsfeld
Der Nationalsozialismus im Eichsfeld muss aus zwei unterschiedlichen Perspektiven betrachtet werden. Zum einen spricht man vom Unter- und zum anderen vom Obereichsfeld. Die beiden Regionen werden südlich der Kreisstadt Duderstadt voneinander getrennt.
Das Eichsfeld [regional-mundartlich: ˈaɪksfɛlt] ist ein historisches Territorium und gilt als eine Kulturlandschaft im südöstlichen Niedersachsen, im nordwestlichen Thüringen und im nordöstlichen Hessen zwischen Harz und Werra. Die größten Orte des Eichsfelds sind die Städte Dingelstädt, Duderstadt, Heiligenstadt und Leinefelde-Worbis. Das Eichsfeld ist, mit kurzer Unterbrechung zwischen Reformation und Gegenreformation, katholisch geprägt. Dieser Glauben sollte sich auch zur Zeit des Dritten Reiches als beständig erweisen.

## Propaganda (im Untereichsfeld)
Die NS-Propaganda fand im Untereichsfeld hauptsächlich durch Propagandafilme statt. Diese wurden zum Großteil in Duderstadt im Kino „Kronprinzen Lichtspiele“ gezeigt. 1939 machten die manipulistischen Filme hier 13,1 % des gesamten Filmprogramms aus. Zum annähernd gleichen Anteil wurden im selben Jahr kriegsverherrlichende Filme gezeigt. In den Jahren 1944/1945 ließ beides nach: Propagandafilme nahmen nur noch 10 % des Programms ein, Kriegsfilme nur noch 4,3 %. Der größte Anteil entfiel auf die Unterhaltungsfilme in beiden Zeiträumen, wobei das Kino dazu verpflichtet war, vor jedem Film die Wochenschau und ein Beiprogramm aus Dokumentar- und Kulturfilm zu zeigen. Doch auch bei den Unterhaltungsfilmen stellt sich die Frage, inwiefern dies von der Partei beeinflusst wurde, um die Stimmung innerhalb der Bevölkerung zu verbessern. Es wurden vereinzelt auch Propagandafilme in Dorfgemeinschaftshäusern gezeigt, bei denen das Erscheinen meist Pflicht war.
Propaganda, die den Verantwortlichen des Untereichsfelds zu stark erschien, wurde unter Verschluss genommen und nicht verteilt. So wurde auch Alfred Rosenbergs „An die Dunkelmänner unserer Zeit“ zurückgehalten.

## Wahlergebnisse 1932/33
Das Frühjahr 1933 stand im gesamten deutschen Reich im Zeichen der Wahlen. Adolf Hitler war inzwischen zum Reichskanzler gewählt worden. Deshalb sollte nun auch dessen Partei die absolute Macht gewinnen. Trotz allen Terrors und aller Einschüchterung stimmte die Mehrheit des deutschen Volkes gegen Hitler. Die NSDAP erreichte im gesamtdeutschen Raum mit 43,9 % der Stimmen keine absolute Mehrheit, somit konnte Hitler nur mit Hilfe der Deutschnationalen die restlichen 6 % erreichen.
Das „Nicht-Wählen“ der NSDAP war zweifelsfrei mit Repressalien und diversen Unannehmlichkeiten verbunden, dennoch bewies das Eichsfeld Mut und Standhaftigkeit gegen den Nationalsozialismus.

### Wahlergebnisse im Untereichsfeld
Im Landkreis Duderstadt konnte keine andere Partei als das Zentrum bis 1933 nennenswerte Stimmenanteile erreichen. Bei den Reichstagswahlen hatte die NSDAP mit 52 % die absolute Mehrheit erlangt. Im Eichsfeld jedoch wählten lediglich 26 % die NSDAP. Im Kreis Duderstadt erzielte die Zentrumspartei 62,4 % der abgegebenen Stimmen, die NSDAP 26,4 %, die SPD 8 %, die KPD 3,3 % und die Deutsch-Hannoversche Partei 0,2 %.
Im Vergleich dazu das zwei Kilometer hinter der Untereichsfeld Grenze liegende Dorf Ebergötzen: Hier war die anführende Partei, wie im Großteil Deutschlands, mit 53 % die NSDAP. Die Zentrumspartei erlangte hier lediglich 0,2 %.
Kurz nach den Wahlen wurden auf den Dörfern die zentrumsnahen Bürgermeister abgesetzt und durch Nationalsozialisten ersetzt.
Bei der Abstimmung über das Zusammenlegen der Ämter des Reichspräsidenten und des Reichskanzlers im August 1934 waren im Reich lediglich 5 % dagegen. Im gesamten Eichsfeld sprachen sich 13,7 % gegen die Zusammenlegung der Ämter aus. Im Landkreis Duderstadt waren 9,9 % und in der Stadt Duderstadt 17,8 % dagegen. In der Stadt Duderstadt wurden außerdem 5,3 %, im Landkreis Duderstadt 3,8 % ungültige Wahlzettel abgegeben. Dies war das letzte Mal, dass ein Ergebnis veröffentlicht wurde, welches die Partei derart beschämte. Die Eichsfelder Morgenpost bezeichnete diejenigen, die nicht zustimmten als die „Verstockten, die wirklich kein moralisches Recht auf Brot und Arbeit“ hätten.
Die fest weltanschauliche Verwurzelung der Eichsfelder verhinderte anfangs den Erfolg der NSDAP in diesem Raum. Durch den Katholizismus waren die Eichsfelder zuerst resistent dem Nationalsozialismus gegenüber. Dennoch machte der Aufstieg des Nationalsozialismus im Eichsfeld nicht halt, er geschah hier nur später und langsamer.
Der Grund für die hohe Zustimmung der Untereichsfelder bei der Wahl um die Zusammenlegung der Ämter beruhte vermutlich auf dem Reichskonkordat vom Juli 1933 zwischen dem Reich und dem Vatikan. Die Wähler gingen davon aus, dass das Zusammenleben von Staat und Kirche als gesichert angesehen werden konnte. Dies hing auch damit zusammen, dass einige Male Männer der SA in ihren Uniformen am Gottesdienst teilnahmen. Einen weiteren Grund für die Akzeptanz des NS-Regimes stellte die Beseitigung der gewaltigen Arbeitslosigkeit dar.

### Wahlergebnisse im Obereichsfeld
Im Obereichsfeld ist ähnlich der Stadt Duderstadt zu erkennen, dass der katholische Glaube und Gesinnung der Menschen es den Nationalsozialisten schwer gemacht haben, Fuß zu fassen. Das spiegelt sich nicht nur bei der Hitlerjugend wider, sondern auch in Gesellschaft und Politik. Verdeutlicht wird dies auch durch die hohe Anzahl an Zentrumswählern. Die Wahl der christlichen Partei hatte damals wie heute Tradition im Eichsfeld und gilt als ebenso manifestiert wie der Glaube selbst.

## Machtübernahme im Eichsfeld 1933
Die meist geringe Zahl der Parteimitglieder auf den Dörfern sorgte dafür, dass häufig Personen in die Gemeinderäte berufen werden mussten, die der Partei gar nicht angehörten. In Duderstadt war die NSDAP bereits im März 1933 durch Aufmärsche und das Aufhängen von Hakenkreuzfahnen sehr präsent. Auf den Dörfern blieb die Gegenwärtigkeit der Partei auf Versammlungen dieser beschränkt. Dennoch kam es in einigen Dörfern nach Auseinandersetzungen mit der NSDAP und deren Organen zu Verhaftungen und politischen Verfolgungen.
Zur Machtübernahme der Nationalsozialisten im Eichsfeld, explizit im Obereichsfeld ist bisher wenig erforscht worden. Das Jahr 1932 hatte dennoch die sozialen und politischen Spannungen im Eichsfeld verstärkt. Die große Arbeitslosigkeit in den Kreisen Heiligenstadt und Worbis verursachte Sorgen und Unruhen. Das Alltagsleben lief hingegen recht normal weiter. Doch lokale Kleinereignisse, wie die des Schülerfreizeitzentrums (SFZ – Heiligenstadt) standen im Schatten der politischen Geschehnisse, da die Reichswahlen in relativ kurzen Abständen folgen sollten. Im März 1932 wurde zunächst der Reichspräsident gewählt. Im Eichsfelder Tagesblatt der damaligen Zeit heißt es:
„Wählt den Mann der Treue und Pflichterfüllung – wählt Hindenburg.“
Hindenburg wurde bekanntlich Reichspräsident. Somit gelang es noch einmal Hitler zu stoppen. Der Aufstieg der NSDAP war jedoch nicht mehr aufzuhalten. Seit 1930 gewann die Partei mit antidemokratischen Tendenzen, Antisemitismus und scheinrevolutionärer Propaganda zunehmend an Macht. 1932 wurde sie als stärkste Partei proklamiert, was sich in den Reichstagswahlen 1932 bestätigte. Am 30. Januar 1933 wurde A. Hitler schließlich zum Reichskanzler erhoben, was eine weitere Machtfestigung signalisierte.
Wenn man sich nun explizit die Machtübernahme im Obereichsfeld anschaut, so ist ein Name zu nennen: Karl Wolters, seit 1921 Bürgermeister in Heiligenstadt. Am 14. November 1932 wurde er für weitere 12 Jahre gewählt, obwohl er als Gegner des Nationalsozialismus galt. Wolters „verachtete die Nazis als Pöbel.“ Deshalb ereilte ihn das Unausweichliche – die Verdrängung aus dem Amt des Bürgermeisters. Binnen weniger Wochen wurde er abgesetzt und letzten Endes durch NSDAP-Zugehörige ersetzt. Dafür wurde am 27. März 1933 eine Stadtverordnetensitzung einberufen mit denen die NSDAP den Einzug ins Stadtparlament legalisieren wollte. Jedoch schlug der erste Anlauf fehl, weshalb nicht wie geplant NSDAP-Fraktionsvorsitzender und Heiligenstädter Ortsgruppenführer Peter Müller an die Macht kam, sondern Zentrumsmitglied Adam Hendus. Dieser wurde aufgrund einer Pattsituation und dem daraus resultierenden Losverfahren eingesetzt. Nach diesem Misserfolg wurde am 3. April 1933 wiederum eine Stadtverordnetensitzung einberufen, zur Infragestellung der Stadtverordnetenwahl. An einer weiteren Stadtverordnetenversammlung am 29. Mai 1933 wurde schließlich Peter Müller mit 10:9 Stimmen das Mandat als Vorsteher im Kreis zugewiesen. Mit seiner Ernennung zum kommissarischen Bürgermeister konnte die NSDAP ihren ersten politischen Erfolg im Eichsfeld verbuchen.
Im Untereichsfeld war 1939 nichts von der Begeisterung und dem Siegesbewusstsein von 1914 zu spüren.

### Nationalsozialistische Funktionsträger im Eichsfeld

Herbert Haselwander war NSDAP-Kreisleiter im Obereichsfeld

Als Kreisleiter im Landkreis Mühlhausen war Paul Vollrath für die südlichen Eichsfelddörfer zuständig

Die zur preußischen Provinz Sachsen gehörenden Landkreise wurden parteiorganisatorisch ab 1929 der NSDAP Thüringen zugeordnet, für die Kreise Heiligenstadt und Worbis war ein Kreisleiter zuständig.
- NSDAP-Kreisleiter für die Landkreise Heiligenstadt und Worbis gemeinsam:
  - Fritz Wiederhold (1930 bis 1931) provisorischer Kreisleiter in Dingelstädt
  - Herbert Haselwander (1931 bis 1936)
  - Arthur Behnert (1936 bis 1937)
  - Alois Vogt (1937 bis 1945)
- NSDAP-Kreisleiter für den Landkreis Duderstadt:
  - Andreas Dornieden (1933 bis 1937) und stellvertretender Kreisleiter (1939 bis 1941?) im Landkreis Duderstadt
  - Wilhelm Pfeiffer (1937 bis 1941)
  - Helmut Schuhmacher (1941 bis 1945?)
- NSDAP-Kreisleiter für den Landkreis Mühlhausen:
  - Paul Vollrath (1933 bis 1939/45?) und 1942 bis 1945 kommissarischer Landrat
- Bürgermeister:
  - Peter Müller (1933 bis 1945) in Heiligenstadt
  - Andreas Dornieden (1933 bis 1945) in Duderstadt
  - Heinrich Nachtwey (1933 bis 1934?) SA-Sturmbannführer und Bürgermeister in Dingelstädt (1934 abgesetzt)

## Judentum (im Untereichsfeld)
1933, im Jahr der Machtergreifung, lebten 25 Menschen jüdischen Glaubens in Duderstadt. Am 31. März 1933 forderten beide zu der Zeit ansässigen Zeitungen des Untereichsfelds (Eichsfelder Morgenpost und Südhannoversche Volkszeitung) auf der jeweiligen Titelseite die Einwohner Duderstadts zum Boykott der drei vorhandenen jüdischen Geschäfte auf. Tags darauf wurden beim „Judenboykott“ Sachbeschädigungen an den Geschäften betrieben, die in dem Ausmaß nicht von den Initiatoren beabsichtigt waren. Durch den „Schaden der deutschen Versicherung, sprich des deutschen Volksvermögens“, wurden die Bewohner angehalten, von weiteren schweren Sachbeschädigungen abzusehen. Die jüdischen Geschäftsinhaber jedoch ließen sich von dieser Ausschreitung, zumindest nach außen hin, nicht einschüchtern. Sie schalteten sogar einige Tage später Anzeigen in der Zeitung, in denen sie ihre Produkte bewarben.
1934 begann in Duderstadt die Arisierung der jüdischen Geschäfte, in dessen Folge nur noch zwei der vorherigen drei ansässigen Geschäfte verbleiben konnten.
Im Folgejahr hingen an den Stadteingangsstraßen Schilder mit der Aufschrift „In dieser Stadt werden mit Juden keine Geschäfte gemacht!“. Alfons Schmalstieg, Herausgeber der nationalsozialistisch geprägten Eichsfelder Morgenpost, plante, „daß der noch bestehende jüdische Einfluß restlos beseitigt wird, genau so, wie wir hier die Jüdenstraße beseitigt haben, um auch auf diese Weise zu beweisen, daß wir mit den Juden nichts zu tun haben wollen“. Die Jüdenstraße war zu diesem Zeitpunkt bereits in Adolf-Hitler-Straße umbenannt worden.
Für die NSDAP waren der Boykott aus dem Jahr 1933 und dessen Folgen nicht ausreichend, weshalb der Kreisschulungsleiter Wieprecht 1935 in der Eichsfelder Morgenpost die sich selbst gestellte Frage „Warum lehnen wir die Juden ab?“ beantwortete. Dabei schrieb er, dass Juden „rassisch ganz andere Menschen“ und „Kulturzerstörer“ seien und „als Blutegel am Körper anderer Völker leben“ würden.
Im Oktober 1936 begann durch Aushänge in der Stadt eine erneute Hetze gegen die jüdischen Firmen Rosenbaum und Löwenthal, wobei ihren Kunden „Munition für den Bürgerkrieg und Bolschewismus“ und „Volksverrat“ vorgeworfen wurden. Aufnahmen von Kunden, die in den jüdischen Geschäften einkauften, wurden mit der Bemerkung „Diese Volksverräter kauften beim Juden Rosenbaum“ im Aushängekasten auf der Marktstraße veröffentlicht, um die Käufer unter Druck zu setzen. Da sich viele Einwohner des Landkreises Duderstadt von den antisemitischen Äußerungen nicht anstecken oder verunsichern ließen, verzeichnete die Firma Rosenbaum zuerst keine großen Einbußen. Einige Einwohner hegten teilweise Freundschaften zu den jüdischen Familien der Stadt. Da Rosenbaum einen Rechtsanwalt einschaltete, mussten die bereits genannten Aktionen eingestellt werden, weil sie einen Formverstoß im antijüdischen Übereifer darstellten. Um die jüdischen Firmen anderweitig zu vertreiben, unterstellten ihnen ihre Konkurrenten unlauteren Wettbewerb. Dies führte zu polizeilichen Ermittlungen gegen die Firmen, die zum Leidwesen der Anzeigeerstatter keine unlauteren Machenschaften bestätigten. Der verärgerte Bürgermeister bezeichnete diese antisemitischen Handlungen als „Abwehrmaßnahme“. Der Landrat nannte es „Selbsthilfe“ der Konkurrenten, da die Geschäfte, die von Christen geführt wurden, keinen sehr großen Kundenstamm gehabt haben sollen und die Kunden somit nötiger gehabt hätten als Rosenbaums Firma. Ab November 1939 wurden es offensichtlich weniger Kunden in Rosenbaums Geschäft, da er eingekaufte Ware an den Händler zurückschicken musste.
Am Morgen des 10. Novembers 1938 brach auch in Duderstadt der Reichspogrom aus. Die Synagoge wurde dabei durch einen Brand zerstört. Den Versuch eines Feuerwehrmanns, den Brand zu löschen, ließ der Bürgermeister der Stadt nicht zu. Erst als das Feuer auf das Nachbarhaus überzugreifen drohte, durfte der Feuerwehrmann dieses löschen. Im Anschluss plünderten die SS-Standarte 51 und einige Einwohner Duderstadts die beiden noch bestehenden jüdischen Geschäfte. Die Warenbestände wurden dabei beschlagnahmt und der NS-Volkswohlfahrt in Duderstadt zur Verwahrung übergeben. Die letzten vier jüdischen Männer der Stadt wurden verhaftet. Innerhalb von zwei Wochen wurden die letzten zwei Geschäfte zwangsarisiert.
Die sechs verbliebenen Jüdinnen wurden im März 1942 der Stapo Hildesheim übergeben. Somit war Duderstadt im selben Jahr „judenrein“.
In den letzten Monaten des Krieges kamen Juden wieder unfreiwillig nach Duderstadt. Mehrere Hundert Frauen mussten in den Polte-Werken Zwangsarbeit leisten.
Insgesamt fielen 22 jüdische Duderstädter der „Endlösung“ zum Opfer. 2008 wurde auf dem jüdischen Friedhof zur Erinnerung an die Verstorbenen des KZ-Außenlagers Duderstadt ein Gedenkstein aufgestellt.

## Hitlerjugend
Die Hitlerjugend gilt als eine der bekanntesten NS-Organisationen. Sie bildet das Paradebeispiel der rigorosen Gleichschaltung der Jugend und der damit verbundenen restriktiven Einflussnahme der NS-Diktatur auf die Gesellschaft. Die damit einhergehenden Vorstellungen divergieren mit der Realität. Sinnbildlich hierfür sind die ländlichen Regionen. Vor allem deren katholische Gesinnung und die damit verbundene Heimat- und Kirchentreue leisteten erheblichen Widerstand bei der Erziehung. Dennoch galt auch für das hochkatholische Eichsfeld ab 1939 die Beitrittspflicht.

### Hitlerjugend (im Untereichsfeld)
Im Kreis Duderstadt waren die Hitlerjugend und der Bund Deutscher Mädel zahlreich vertreten. Die Mädchen bastelten gemeinsam und erledigten verschiedene Handarbeiten. Sie unternahmen gemeinsam Wanderungen zum Hübenthal und fuhren zur Weser.
Die meisten Jungen aus dem Untereichsfeld waren Mitglieder der HJ. Für sie gab es als Freizeitangebote das Zeltlager im Harz, die gemeinsame Theatergruppe Spielschar und regelmäßige Kinobesuche. Die Teilnahme an letzterem konnte bei Propagandafilmen verpflichtend sein. In der Kriegszeit wurde die HJ für Sammelaktion für das Winterhilfswerk eingesetzt.
Staatliche Feiertage wurden gemeinsam mit allen Jugendlichen des Untereichsfelds bei einem großen Treffen in Duderstadt zelebriert.
Es identifizierten sich bei weitem nicht alle Jugendlichen mit den beiden Organisationen. So auch einige Pimpfe aus Tiftlingerode. An einem Sonntagmorgen zur gleichen Uhrzeit des Gottesdienstes war ein großer Aufmarsch vor dem Duderstädter Rathaus geplant. Dabei wurde die Marktstraße hoch und runter marschiert und die naheliegende Ober- und Unterkirche umrundet. Ziel war dabei, den Gottesdienst durch die lauten Trommeln zu stören. Die Pimpfe, die ganz hinten bei dem Marsch gingen, schlichen sich beim Umrunden einer Kirche weg, um sich in diese hineinzubegeben und am Gottesdienst teilzunehmen. Dieser Fall kam erst im Nachhinein heraus und blieb ohne bekannte Konsequenzen.
Laut Bürgermeister Dornieden war die Beziehung zwischen ihm und der HJ wegen der „fanatischen und überheblichen Führung“ der HJ-Führung in Göttingen (der der Duderstädter Bann unterstand) angespannt. Dies ging so weit, dass der Bürgermeister Zuschüsse für die Jugendarbeit nur mit Widerwillen bewilligte, Telefonkosten der HJ in Rechnung stellte und Wünsche nach Räumen verweigerte.

### Die Entstehung der Hitlerjugend (im Ober-Eichsfeld)
Die Hitlerjugend, oder auch „HJ“ genannt, entstand parallel zur Propagandamaschinerie der NSDAP. Konkret auf das Eichsfeld bezogen begannen die Nationalsozialisten Anfang der 1920er Jahre mit den ersten Instruktionen. 1922 wurde in Heiligenstadt die erste nationalsozialistische Ortsgruppe gegründet. Sie pflegte enge Kontakte mit den Göttinger Nationalsozialisten und deren Verbindungen zum Gau Südhannover; ihre Mitglieder stammten vor allem aus dem näheren Umkreis der Kreisstadt, sprich aus Uder und Birkenfelde. 1925 erfolgte, nach der Entlassung Adolf Hitlers 1924, am 27. Februar die Neugründung der NSDAP. 1928 musste die nationalsozialistische Ortsgruppierung Heiligenstadt vorübergehend stillgelegt werden, da aufgrund des vorherrschenden Widerstandes der Weimarer Republik der nationalsozialistische Aufstieg stagnierte.
Über die Jugendabteilungen und Freizeitvereine dieser Übergangsperiode wird nichts in den örtlich-lokalen Pressemitteilungen berichtet. Im Jahr 1929 fiel das Obereichsfeld infolge einer Anpassung der Wahlkreise an die NSDAP-Gaue der Nationalsozialisten Thüringen. Einige Ausnahmen wurden dem Gau Kurhessen zugeschrieben (Kella, Dietzenrode, Lindewerra, Neuhessen, Wahlhausen und Werleshausen [bis 1934]). Im Jahr 1930 wurde die erste Ortsgruppe des Städtchen Dingelstädt gegründet. Daraufhin zogen vermehrt Parteiredner mit Propagandawerkzeugen durch das Eichsfeld um die NSDAP zu proklamieren. Jedoch wurden die jugendlichen Anhaltspunkte der Nationalsozialisten von der Masse ignoriert, von der Kirche nicht akzeptiert und von der Zentrumspartei und der der Linken Fraktion arg attackiert.
Dennoch gelang es den Nationalsozialisten 1930 weitere jugendliche Ortsgruppierungen in den Ortschaften Rüdigershagen, Heiligenstadt, Leinefelde und Worbis zu gründen. Gerade die letzten drei erwiesen sich später als äußerst gewichtig in der Verteilung der Jugendabteilungen. Anders als 1922 wurden die organisatorischen Angelegenheiten der einzelnen Ortsgruppierungen systematisch vorangetrieben. In der ersten Jahreshälfte 1931 baute Eduard Beckmann mit fünf Parteigenossen die bereits bestehenden Jugendgruppierungen zur ersten offiziellen Hitlerjugend des Eichsfelds auf. Diese umfasste die Kreise Heiligenstadt und Leinefelde-Worbis. Sie errang bis zum Jahr der Machtübernahme der NSDAP 1933 den Status einer Gefolgschaft und umfasste etwa 150 Mitglieder.
Der Landkreis Leinefelde-Worbis gilt als eine der ältesten „HJ“-Stützpunkte des Eichsfelds, während die Hitlerjugend Heiligenstadts eine der größten und aktivsten Posten der Region darstellte. In den lokalen Pressemitteilungen wurde die Hitlerjugend des Eichsfelds erst nach der Machtübernahme 1933 wahrgenommen, als die Gruppe Uder im Rahmen des „Tages von Potsdam“ (23. März 1933) an einer örtlichen NSDAP-Kundgebung teilnahm. Die Fackelumzüge in den einzelnen Dörfern weckten das Interesse einiger Jugendlichen, bspw. in Geismar. So heißt es:
„War das eine Freude für unsere Schuljugend. Die meisten Kinder hatten noch keinen Fackelzug gesehen.“
Nach Auftritten von Gefolgschaftsführer Beckmann im Mai 1933 an einer eigens organisierten Werbekampagne wurden vermehrt dörfliche Hitlerjugendgruppen gegründet, in: Geisleden, Günterode, Heyerode, Hildebrandshausen, Hilkerode, Hohengandern, Lengenfeld unterm Stein, Lutter, Siemerode, Silberhausen, Struth, Teistungen, Thalwenden, Wingerode und Zwinge. Bis ins Jahr 1933 war die Hitlerjugend zumeist lokal beschränkt, weshalb bei zahlreichen NS-Feierlichkeiten die „Schuljugend mit ihrem Lehrer“ auftrat. Die Hitlerjugend stieß zu jener Zeit noch auf Desinteresse und religiös motivierten Argwohn, der wohl zahlreiche Jugendliche fernhielt.

### Der Ausbau der Ober-Eichsfelder Hitlerjugend
Am 29. Mai 1933 marschierte die Eichsfelder Hitlerjugend in Leinefelde auf. Nebst einer Begrüßung durch Günther Blum wurde Ortsgruppenführer Beckmann an diesem Tag zum Unterbannführer der Region ernannt. Im Zeichen einer Neuorganisation wurde im Jahr 1933 der Nationalsozialistische Schülerbund (NSS), welcher von Heinz Schilderoth angeführt wurde, in die Hitlerjugend integriert. Gleichzeitig erfolgte eine stärkere Geschlechtertrennung und Altersabstufung sowie die Durchsetzung des Führerprinzips und des Leitsatzes „Jugend soll durch Jugend geführt werden“. Bezeichnend für die rigorose Vorbereitung auf die Nationalsozialistische Ideologie ist auch die Verknüpfung mit den anderen NS-Organisationen, hauptsächlich zur Sturmabteilung und zu den NS-Frauenschaften. Im August 1933 veranstaltete Unterbannführer Meyer einen Werbefeldzug im Bereich Worbis/Leinefelde, mit dem Ziel einer dokumentierbaren Erhöhung der Mitgliedersollstärke, um sie vor dem Kreisparteitag (8. Oktober 1933) am 1. September 1933 darzulegen. Im näheren Umkreis besuchte Meyer zu diesem Zweck die Ortschaften: Beuren, Birkungen, Bischofferode, Breitenholz, Breitenworbis, Deuna, Ferna, Großbartloff, Holungen, Hundeshagen, Jützenbach, Kalteneber, Kirchworbis, Kreuzebra, Lenterode, Neuendorf, Niederorschel, Uder, Westhausen und Worbis. Am Vorabend des Kreisparteitags wurde dem vorgesetzten Oberbannführer Kurt Staps gemeldet, dass der Unterbann mittlerweile 3.500 Mitglieder umfasst. Deshalb wurde der Unterbann Eichsfeld im Oktober 1933 zum „Bann 222 (Eichsfeld)“ erhoben. Die überörtlichen HJ-Strukturen wurden neu gegliedert: Beckmann wurde zum besoldeten Bannführer erhoben, und neue Gefolgschaften und Unterbanne erhielten entsprechendes Führungspersonal, die im Schulzentrum der heutigen Kreishauptstadt Heiligenstadt auszubilden waren. So bildeten Heiligenstadt und Dingelstädt mit deren umliegenden Dörfern den Unterbann I/222, während die Gebiete rund um den Hanstein, die Gobert und Bischofsstein den Unterbann II/222 darstellten. Die Standorte des Kreises Worbis/Leinefelde bildeten den letzten Unterbann III/222. Im Dezember 1933 wurde in der Schlaggasse 1 in Heiligenstadt die neue Geschäftsstelle eröffnet. Diese wurde 1935 in die Poststraße 8 umgesiedelt, ehe sie 1936 in der Leinegasse 12 zu finden war. Der Eichsfelder Bann 222 bildete nun gemeinsam mit den Bannen 221 (Mühlhausen/Thüringen), 223 (Sondershausen/Südharz) und 95 (Gotha) den Oberbann III des Gau Thüringens. Die Verbände der Jungvölker erhielten nun Eigennamen, die oft dem NS-Personenkult entsprachen. Das Dingelstädter Jungvolk bezeichnete man als „Husar“, die Fähnlein Wilbichs galten als „Schlageter 4“, der Niederorscheler Jungzug wurde „Gneisenau“ genannt. Zudem wurden auch zunehmend Denkmäler und Wahrzeichen der Region übernommen. Signalisiert wurde dies stets durch das Aufstellen der Fahne im Wind. 1934 erfuhr der Bann 222 eine engere Verbindung zur Kreisleitung. Gleichzeitig wurde Eduard Beckmann, der Gelder der Hitlerjugend unterschlagen hatte, all seiner Ämter enthoben, von der Partei ausgeschlossen und durch Richard Meyer ersetzt. Auch beim BDM Untergau, bei der Ortsbeauftragung der Stadt Heiligenstadt uvm. kam es zu Führungswechseln. Vom Januar 1935 sind die HJ-Stärken der Orte bekannt. Insgesamt 1.345 Jungen und 1.069 Mädchen gehörten bis dato der Hitlerjugend Worbis an. Das entspricht einem prozentualen Jugendanteil von 28 %. Nachdem viele Kinder und Jugendliche weiterhin den katholischen Jugendverbänden angehörten, wurde im Frühjahr 1935 zunehmend mehr gegen die katholischen Einflüsse unternommen.
Die Veränderungen in der Bannführung nahmen auch 1935 kein Ende. Kreisleiter Haselwander, der erst im Januar 1935 übernommen hatte, übernahm ab dem 1. Februar 1935 die Leitung im Bann 222. Mit einer Reihe von Werbeabenden versuchte man die Jugendlichen auf das spätere Leben in der NSDAP und die damit verbundenen Rollen vorzubereiten. Gleichsam dienten diese Abende auch zu Manifestierung der Macht. Allerdings zeigte der von der Kirche und Staat ausgefochtene Kampf um die Kinder und Jugendlichen seine Wirkung. Nur mit Hilfe von staatlicher Gewalt und Gesetzgebung konnte der Kirche allmählich Einhalt geboten werden. 1936 hatte die Hitlerjugend Eichsfeld ungefähr ein Drittel der Kinder und Jugendlichen in ihren Bann gezogen/gedrängt. Der Bann finanzierte sich mit Hilfe von Mitgliedsbeiträgen und Jugendpflegemitteln vom Landkreis. Als sich einige Standortführer mit der Verwaltung der steigenden Mitgliederbeiträge zunehmend überfordert zeigten, wurden eigene Geldverwalter, wie z. B. der neue Bandgeldverwalter Josef Widhalm installiert. Die „körperliche Auslese“ erfasste 1936 auch das Eichsfeld, und so wurden zunehmend sportliche Leistungen und Wissenstests mit dem Jungvolk veranstaltet. Zwischen 1937 und 1939 erreichte die Reichsjugendführung personell und etatmäßig den Umfang eines Reichsministeriums. Das Jahr 1937 gilt auf dem Papier als Festigung der nationalsozialistischen Jugendstrukturen im Eichsfeld. Jedoch sind viele davon eher als „Karteileichen“ zu verstehen. Vielmehr gab es immer noch eine Großzahl an „nichtorganisierter Jugend.“ Die Eröffnung der Bannschule „Herbert-Haselwander-Heim“ bei Heiligenstadt am 10. Oktober 1937 war das wichtigste Jahresereignis im Obereichsfeld. Bereits Beckmann galt als Verfechter einer eigens gebauten HJ-Schule. 1938 wurden in vielen weiteren Dörfern Neubauten für HJ-Heime geplant. Drei Grundsteine wurden im Bann 222 gelegt: in Holungen, Kella und Zwinge. Der Krieg scheint jedoch die Baumaßnahmen verhindert zu haben. 1939 bedeutete auch für die Eichsfelder HJ eine Zäsur. Per Gesetz wurde am 25. März 1939 die Jugenddienstpflicht in der HJ eingeführt. Dies führte zu einem erheblichen Anstieg der Mitglieder. Deutschlandweit waren es rund 98 % der Jugendlichen, was ca. 17.000 Obereichsfeldern und Obereichsfelderinnen entspräche. Im Verlauf des Krieges gab es des Öfteren Wechsel in der Bannführung. Während des Krieges war man bemüht den normalen Alltag aufrechtzuerhalten, doch überall in Deutschland mussten Kinder und Jugendliche immer mehr Aufgaben und Kriegsdienste übernehmen, insbesondere im Lazarett-, Behörden- und Feuerwehrwesen. Gleichzeitig wurden sie mehr und mehr auf den Militärdienst vorbereitet. Die Hitlerjugend sollte schließlich als letztes Aufgebot im „Volkssturm“ dienen. Zum Ende des Krieges wurden immer mehr Hitlerjugendliche als Flakhelfer, im Reichsarbeitsdienst und in Panzerdivisionen eingesetzt, so auch im Eichsfeld. Im September 1944 meldeten sich 99 % der Eichsfelder Hitlerjungen des Jahrgangs 1928 zur Wehrmacht. An den direkten Kampfhandlungen nahmen die Jugendlichen der Eichsfelder HJ nur indirekt teil, bspw. an Gefechten um Struth. Sicherlich gab es auch Ausnahmen im Kriegsalltag selbst. Die Apriltage des Jahres 1945 und die folgende bedingungslose Kapitulation der Wehrmacht wurden zum Ende der Obereichsfelder Hitlerjugend.

### Ortsaktivitäten der Ober-Eichsfelder Hitlerjugend
Vorab: im folgenden Unterpunkt wird nicht der Alltag und Tagesdienst der Eichsfelder Hitlerjugend detailliert aufgeführt, da sich der Ablauf sehr stark dem typischen Alltag der Hitlerjugend gleicht. Vielmehr soll im Folgenden ein kleiner Einblick über einzelne Ortsaktivitäten dargelegt werden.
Das Jungvolk in bspw. Bodenrode bildete einen Spielmannszug mit fünf Trommeln und zehn Pfeifen. Die Hitlerjugend aus Teistungen führte gar eine eigene Kapelle in der Ortschaft. Hierbei zählten Fanfaren und Trommeln zum Standardprogramm. In Heiligenstadt entstand die sogenannte „HJ-Bühne“, eine eigene Theater-Arbeitsgemeinschaft der Hitlerjugend. Die ortsnahen Dörfer führten zur Jahreswende 1933/34 ebenfalls erste eigene Theaterstücke auf. Später wurden Theateraufführungen im weitesten Sinne untersagt, stattdessen sollten Reigen, Wanderlieder, Marschlieder, Sprechchöre und instrumentale Darbietungen zelebriert werden um Stärke, Zusammenhalt und Zunft zu repräsentieren. In jedem Fall sind öffentliche Darbietungen zuerst der Bannführung zu melden, um diese zu genehmigen.
Im November 1933 war die Hitlerjugend ein Aktivposten in der Propaganda der NSDAP. Im Vorfeld der Volksabstimmung über den Austritt Deutschlands aus dem Völkerbund mussten die Jungvölker der Hitlerjugenden Flugblätter und Flugschriften verteilen. Mit Sprechchören u. a. zogen sie durch die Straßen in Heiligenstadt, Berlingerode und Niederorschel. Nachmittags verrichteten sie den „Schlepperdienst“ und holten Einwohner, die noch nicht abgestimmt hatten, ins Wahllokal.
Im August 1933 übernahmen die ansässigen Hitlerjugenden die Jugendherbergen in Heiligenstadt und Leinefelde. Die Dingelstädter Hitlerjugend gründete zur gleichen Zeit ein „Horst-Wessel-Heim.“

### Reichsausbildungslager der Hitlerjugend
Ab 1940 begannen Planungen für ein Reichsausbildungslager der Hitlerjugend bei Heiligenstadt unterhalb der Elisabethhöhe, unweit der benachbarten Bannschule. Das Lager wurde 1943 eröffnet und konnte bis zu 480 Jungen in 14 Baracken unterbringen. Hier wurden nicht nur deutsche Jungen aus dem ganzen Reich umerzogen, sondern auch Jungen aus anderen Ländern, die auf einen Dienst in der SS vorbereitet wurden. Im Jahr 1944 wurden vermutlich durch Jungen aus diesem Lager mehrere Kreuzwegstationen an der Elisabethhöhe zerstört.

## Zwangsarbeit und Rüstungsgebiete

### Zwangsarbeit (im Untereichsfeld)
Der Einsatz von Zivilarbeitern und Kriegsgefangenen war durch den Arbeitskräftemangel in der Landwirtschaft bedingt. Das Duderstädter Kriegsgefangenenkommando war das „Arbeitskommando 637“. Die ersten Kriegsgefangenen kamen im November 1939 nach Duderstadt.
Nach den Bestimmungen über die Behandlung von Zwangsarbeitern wurden diese als Untermenschen angesehen und waren dementsprechend zu behandeln. Beispielsweise war ihnen der Besuch von Gottesdiensten untersagt. Außerdem sollten sie zum Essen nicht an dem gleichen Tisch wie die Deutschen sitzen. Die Einhaltung dieser Bestimmungen ließ im Untereichsfeld allerdings für das NS-Regime zu wünschen übrig: In Gieboldehausen fanden extra Gottesdienste für die Polen statt und der allgemeine Kanon von Zeitzeugen bestätigt, dass die meisten Polen zum Essen mit am Familientisch saßen. Für diesen Fall stand allerdings immer noch ein sogenannter „Polentisch“ bereit, an den die Arbeiter im Falle der Kontrolle schnell „umziehen“ konnten.
Da die Essensrationen für die ausländischen Arbeiter teilweise sehr gering ausfielen, nahmen Hilkeröder regelmäßig Essen für die dort ansässigen Italiener mit.
Aufgrund der großen Toleranz der Untereichsfelder gegenüber den Ausländern sind kaum Fälle bekannt, in denen diese schlecht oder unmenschlich behandelt wurden. Eine Ausnahme stellt allerdings der Fall des Janek Cizdziel dar, der auf dem Gut Himmigerode arbeitete. Himmigerode liegt einen Kilometer hinter dem Seulinger Wald und damit einen Kilometer hinter der Grenze zum Eichsfeld. Dennoch wird dieser Fall hier mit aufgeführt, da Cizdziel regelmäßig durch den Wald nach Seulingen zum Einkaufen kam und nach seinem Tod auf dem Seulinger Friedhof begraben wurde. Besonders präsent ist der Fall von Janek Cizdziel deshalb, weil die schweren Misshandlungen an dem 16-jährigen Polen, der zusammen mit seiner Mutter und seinen Geschwistern auf dem Gut arbeitete, zu mehreren Gerichtsprozessen führten. Der misshandelnde Gutsbesitzer ließ Cizdziel und alle anderen Polen, die gegen ihn ausgesagt hatten, aus Rache in das KZ Sachsenhausen bringen. Dieses überlebte Cizdziel und kehrte auf das Nachbargut Himmigerodes zurück, da seine Geschwister dort verblieben waren. Kurz nach seiner Rückkehr, als der Krieg im Untereichsfeld schon beendet war, wurde er im April 1945 in der Feldflur erschossen. Für die Familie war damals bereits eindeutig, wer der Schütze war, gerichtlich konnte der Gutsbesitzer allerdings nie belangt werden.
Im Untereichsfeld wurden zwischen 1939 und 1945 insgesamt 107 Todesfälle von Zwangsarbeitern dokumentiert. Darunter befanden sich sechs Suizide und eine Hinrichtung. Die Hinrichtung wurde im Arbeitslager in Rhumspringe durchgeführt.
Zu den beiden großen, lediglich für den Krieg produzierenden Industrien mit hauptsächlich Zwangsarbeitern im Kreis Duderstadt zählten das Schickert-Werk in Rhumspringe und die Polte-Werke in Duderstadt. In Rhumspringe wurde Wasserstoffperoxid für den Start und Betrieb der V2 hergestellt, in Duderstadt wurde Munition produziert.

### Außenkommando des KZ Buchenwald in Duderstadt
Am Euzenberg in Duderstadt war das Polte-Werk ansässig. Hier waren mehr als 2000 Menschen, unter denen sich nicht nur Deutsche befanden, ab 1942 rund um die Uhr beschäftigt. Von Auschwitz kommend über Bergen-Belsen trafen am 8. November 1944 755 ungarische Jüdinnen im Polte-Werk in Duderstadt ein. Die einzige Voraussetzung, die die Frauen mitbringen mussten, war die Fähigkeit zur Arbeit. Sie sollten dementsprechend nicht zu alt oder zu jung sein, sodass das Durchschnittsalter 26 Jahre betrug. Die Arbeit im Lager war schwer und erschöpfend, wurde jedoch nicht als Schwerstarbeit eingestuft, weshalb die Arbeiterinnen keine Verpflegungszulagen erhielten und mit dem Verpflegungsminimum auskommen mussten. Die Essensrationen waren auch im Duderstädter Außenlager sehr gering bemessen, weshalb Hunger ein ständiger Begleiter war. Die Behandlung durch die SS-Wachposten bezeichneten die Frauen überwiegend als streng, aber gut, im Gegensatz zu den KZ-Aufseherinnen. Für diese hatte keine der ehemaligen Arbeiterinnen ein gutes Wort übrig.
Die Häftlinge, die Auschwitz und Bergen-Belsen gewohnt waren, fanden, dass sie im Vergleich dazu in Duderstadt „ordentlich“ und „gut“ untergebracht waren. Verstöße gegen die KZ-Regeln wurden jedoch beispielsweise mit Knien im Schnee, Essensentzug, Schlägen und erneutem Rasieren des Kopfes bestraft. Es gab auch Todesdrohungen, jedoch wurde dies nie bis zum Äußersten geführt. Somit sind in dem Außenlager des KZ Buchenwald mit vier Verstorbenen verhältnismäßig wenig Tote zu verzeichnen. Zwar kein Vernichtungslager wie Auschwitz, war dies dennoch ein Konzentrationslager, in denen in der Regel „langsam“ und „schleichend“ getötet wurde. Kurz bevor die Amerikaner Duderstadt besetzten, wurde das KZ zwischen dem 5. und 7. April 1945 geräumt. Alle Insassen wurden nach Theresienstadt gebracht.
Weitere KZ-Außenlager befanden sich in Niederorschel (KZ Buchenwald) und eine Zweigstelle des KZ-Außenlager Kleinbodungen in Bischofferode.

### Rüstungsgebiete (im Obereichsfeld)
Im nordthüringischen Raum, sprich dem Obereichsfeld sowie Nordhausen, waren bis zum Spätsommer 1943 relativ wenige Firmen mit Rüstungsaufträgen betraut worden. Meist lieferten lediglich kleinere Handwerksbetriebe Zulieferaufträge für die Rüstungsindustrie. Die Ansiedlung der V2 und der Produktion in der Stollenanlage in Kohnstein leitete jedoch eine neue Epoche ein und gilt als Initialzündung für die Errichtung weiterer unterirdischer Stollensysteme. Wenige Monate vor dem Kriegsende sollten die Regionen rund um Heiligenstadt, Worbis und Nordhausen zur letzten Rüstungsbastion der Nationalsozialisten aufgebaut werden. Dafür wurden eigens Arbeitslager errichtet, so auch im Lager im Mittelbau-Dora. Jedoch konnte die finale Planung der letzten Rüstungsbastion nie vollends realisiert werden.

#### Heeresmunitionsanstalt Bernterode (Schacht)
Im Jahr 1936 wurde in Bernterode, genauer gesagt im Schmalenbachtal, mit dem Bau einer Munitionsfabrik begonnen. 1938 konnte dann schließlich die Produktion aufgenommen werden. Dabei wurden überwiegend Kartuschen sowie leichte und schwere Munition für die Feldhaubitze mit Pulversäckchen hergestellt. Außerdem versahen die angestellten Frauen Kartuschen für die 8,8 cm Flak mit vorgefertigten Sprengstoffpreßlingen. Die fertigen Ladungen wurden mit Hilfe einer Kleinbahn auf das Gelände der Heeresmunitionsanstalt geliefert und dort unterirdisch eingelagert. Ab dem Herbst 1939 wurden in Bernterode sogar unterirdische Munitionsarbeitshäuser errichtet. Aus Berichten der englischen Kontrollkommission geht hervor, dass es sich dabei um simple Räume handelte, welche in Salz geschlagen wurden. Zwischen dem Munitionslager und dem Duderstädter Polte-Werk Munitionslager bestanden enge Kontakte, weshalb viele Munitionschargen aus Duderstadt, auf Befehl des Reichsluftfahrtministeriums, in Bernterode eingelagert wurden. Zur Hochkonjunktur arbeiten ungefähr 2.500 Personen im Munitionslager Bernterode, verteilt auf Schichtarbeit. Ab 1943 wurden hier 200 Franzosen, dazu später Zwangsarbeiter aus der Sowjetunion sowie 50 italienische Militärinternierte untergebracht, die schwerste Zwangsarbeit leisten mussten. Mit Fortschreiten des Krieges mussten immer mehr Frauen die Männerarbeiten im Werk übernehmen, gegen Kriegsende wurden auch polnische Frauen eingesetzt. Ohne Rücksicht auf die körperlichen Gebrechen der Angestellten wurde in diesem Werk bis zum Ende des Krieges produziert.
Um den 16. März 1945 wurden die Särge Paul von Hindenburgs und seiner Frau Gertrud sowie der Könige Friedrich Wilhelm I. und Friedrich II. von Preußen in den Schacht ausgelagert, sowie die Fahnen und Standarten des deutschen Heeres von 1914–1918, die Akten des Auswärtigen Amtes, des Katasteramtes Kassel, Bilder aus preußischen staatlichen Museen, die Bibliothek von Sanssouci, die preußischen Kronjuwelen, wertvolles Porzellan und 271 Gemälde. Vor diesen „Schätzen“ wurde zudem eine Mauer errichtet. Am 27. April 1945 entdeckte die 1. US-Armee die unterirdische Stollenanlage in Bernterode. Anfang Mai begann man mit der Bergung der gefundenen Kunstschätze, Reliquien und Grabesgut, ehe sie im September und Oktober desselben Jahres verteilt wurden. Die Särge wurden bspw. in die Elisabethkirche nach Marburg geliefert und dort beigesetzt. Später wurden die Särge der Könige exhumiert und auf die Stammburg der Hohenzollern nach Bisingen transportiert.
Am 4. Juli 1945, kurz nach Abzug der amerikanischen Truppen, führten mehrere Explosionen auf dem ehemaligen Munitionsgelände in Bernterode zu Schäden in Höhe von zwei Millionen Reichsmark. Die übrig gebliebenen Munitionsbestände wurden im Spätsommer 1946 ausgelagert. Zudem wurden nach Kriegsende die Gebäude im Fertigungsgebiet gesprengt und der Natur überlassen. Noch heute kann man dort zahlreiche Ruinen besichtigen.

#### Dingelstädter Maschinenfabriken
Die Strickwarenfabrik Schellhaas & Co. stellte Westen, Hosen und Strümpfe für die Wehrmacht her. Der Wirtschaftsumschwung der NSDAP verhalf auch der Strickwarenfabrik zu einem kleinen Aufschwung im Jahr 1934. Dabei konnte man den Jahresumsatz um bis zu 1 Million Reichsmark steigern im Vergleich zu 1933 (1,8 Millionen Reichsmark). Dementsprechend musste auch die Arbeiterzahl erhöht werden. Ab 1941 besserte die Firma auch zerrissene Waffenröcke aus. Aus Unterlagen des „Amtes zum Schutze des Volkseigentums“ geht hervor, dass die Firma Schellhaas & Co. die Produktion auch nach Kriegsende aufrechterhalten konnte.
Des Weiteren gab es in Dingelstädt Zulieferfirmen für Siemens & Halske in Mühlhausen. Die Firma von Georg Meyer stellte bspw. Galvanisierungswannen her. Eine andere Firma wiederum produzierte Absaugrohre für die Elektrochemie (Georg Schäfer).

#### WiFo Heiligenstadt
Ab 1937 entstand bei Heiligenstadt ein Heerestanklager für kriegswichtige Treibstoffe, getarnt als Wirtschaftliche Forschungsgesellschaft mbH (kurz WiFo Heiligau). Hier arbeiteten etwa 200 bis 300 linientreue Beschäftigte unter strenger Geheimhaltung. Im Frühjahr 1945 wurde die Anlage durch Bombenangriffe zerstört. Die WiFo-Führung beschloss im Jahre 1951 die Selbstliquidierung, so dass das unter diesem Namen geführte Unternehmen endgültig bis zum Jahre 1969 aufgelöst wurde.

#### Produktionsstätten der letzten Stunde
Nach verstärkten alliierten Bombenangriffen gegen Kriegsende sollten verschiedene Rüstungsbetriebe ihren Sitz verlagern und somit das Eichsfeld zur letzten Rüstungsbastion des Dritten Reiches formieren.

##### Dingelstädt
Im Oktober 1943 mietete die Firma Henschel die Fabrikräume der stillgelegten Zigarrenfabrik Neumann in Dingelstädt. In Dingelstädt wurden Werkzeuge für Flugzeug- und Panzerindustrie fabriziert, ausländische Arbeitskräfte waren im Lager „Drei Linden“ untergebracht. Die Strickwarenfabrik Schellhaas & Co. musste im Herbst 1943 einen Teil ihres Werksgeländes für die Fertigung des Henschelwerkes räumen. Dort stellte Henschel fortan Flugzeugmotoren her.

##### Leinefelde
Ende 1944 wurden der Firma Henschel weitere Eichsfelder Gebiete zugewiesen. In den Eisenbahntunnels in Leinefelde sollten explizit Kurbel- und Getriebegehäuse für Flugzeugmotoren hergestellt werden. Bis zum Kriegsende 1945 konnte die Produktion jedoch nicht mehr aufgenommen werden.

##### Niederorschel
In der Ortschaft Niederorschel wurde im Herbst 1944 ein Zweigbetrieb der Junkers unter dem Decknamen „Langenwerke AG“ eröffnet, das auch für den Betrieb im KZ Langensalza zuständig war. Am 6. September 1944 erreichte ein Vorkommando von 100 politischen männlichen Häftlingen aus dem KZ Buchenwald, das den Aufbau des Lagers vorgesehen war, Niederorschel. „Der Webtrakt der Mechanischen Weberei AG, wurde dabei zu einem Außenlager des Konzentrationslagers Buchenwald umfunktioniert. Dieser war groß genug, um in dreistöckigen Betten mehrere hundert Häftlinge unterzubringen. Ein elektrisch geladener Stacheldrahtzaun verwandelte das Gelände in ein Gefängnis.“ Drei weitere Häuser wurden mit SS-Personal zur lückenlosen Überwachung der Häftlinge besetzt. Am 30. Oktober 1944 erreichten weitere 282 Gefangenen Niederorschel. Im Januar 1945 stieg die Anzahl der Inhaftierten auf 674. Die Bedingungen in Niederorschel wurden von den ehemaligen Häftlingen, anders als etwa in Auschwitz, als Möglichkeit zum Überleben beschrieben.
Die Häftlinge des Außenkommandos Niederorschel, wie es später genannt wurde, mussten Tragflächen und Fahrgestelle für Junkers-Flugzeuge herstellen. Die Produktion erfolgte in den beschlagnahmten Fabrikgebäuden des Sperrholzwerkes Hermann Becher. Mangels Auslastung der Fabrik mussten die Häftlinge im Frühjahr 1945 auch andere Arbeiten in Niederorschel verrichten. Am 1. und 2. April 1945 wurde das Außenkommando Niederorschel über Berlstedt nach Buchenwald evakuiert. Die Häftlinge mussten diese Strecke zu Fuß beschreiten. Nach dem Kriegsende wurde das ehemalige Außenlager Niederorschel in eine Art Internierungslager umgewandelt, in dem deutsche Kriegsgefangene, NSDAP-Parteimitglieder, Soldaten und Jugendliche der Hitlerjugend interniert wurden.
Im Spätsommer 1945 wurde das Lager Niederorschel endgültig geräumt.

## Arbeitsbeschaffungsmaßnahmen (im Untereichsfeld)
Im Kreis Duderstadt lag die Arbeitslosigkeit weit über dem Durchschnitt des Reichs, da Industrie hier nur spärlich vorhanden war. Der Grund dafür war, von einem Zeitgenossen erklärt, dass das Untereichsfeld geographisch ungünstig gelagert sei: Es sei weit entfernt von den Rohstoff- und Absatzgebieten gewesen. Durch den größtenteils bergigen Boden sei dieser außerdem wenig ertragreich gewesen.
Aufgrund der vielen Arbeitslosen wurden im Untereichsfeld in Seeburg, Breitenberg und Gieboldehausen geschlossene Arbeitsdienstlager errichtet. Diese dienten der Arbeitsbeschaffung und waren dafür gedacht, dass Jugendliche freiwillige Arbeitsdienste leisteten. Für Lagerinsassen wurden häufig Vorträge über verschiedene Themen gehalten mit der Absicht, das nationalsozialistische Gedankengut weiter zu verbreiten. Außerdem sollte dadurch verhindert werden, dass sich andere politische Strömungen verbreiten konnten.
Die Teilnahme war nicht verpflichtend, jedoch wurde allen sich verweigernden unter 25-Jährigen eine Unterstützungssperre auferlegt, in dessen Folge sie kein Geld mehr erhielten. Trotz dieser Maßnahmen blieb die Resonanz auf die freiwillige Arbeit gering, jedoch ergab sich eine Entlastung der Gemeinden durch die geringeren Unterstützungszahlungen. Der finanzielle Druck der Menschen beeinträchtige demnach nicht groß die Ablehnung der Unetreichsfelder den nationalsozialistischen Maßnahmen gegenüber.
Der Widerstand der Jugendlichen gegen nationalsozialistische Einrichtungen sei ihren Parteimitgliedern zufolge in den katholischen Vereinen systematisch anerzogen wurden.

## Versorgung im Untereichsfeld während des Krieges
Die Versorgungssituation war im Untereichsfeld auch in Notzeiten zumindest so, dass nicht groß (außer in den Arbeitslagern, die das Essen zugeteilt bekamen) gehungert werden musste, da viele in der Region zu Selbstversorgern zählten. Die Einwohner des Kreises halfen sich untereinander, indem sie Nahrungsmittel, Lebensmittelmarken und Bezugsscheine tauschten. Auch wurden, dank des Zusammenhalts auf den Dörfern, die Ablieferungsbestimmungen geschmälert. Die Fleischbeschauer mussten das Schlachten eines Schweines genehmigen und die vorgeschriebene Abgabemenge einfordern (1/4 des Schweins durfte pro Person im Haushalt einbehalten werden). Um dies bemessen zu können, mussten die Schweine vor der Schlachtung gewogen werden. Es war ein offenes Geheimnis auf den Dörfern, dass ein leichtgewichtiges Schwein ironisch gesagt den Weg vom Hof zur Waage und wieder zurück schon alleine hätte laufen können, weil es schon häufig stellvertretend für seine schweren Artgenossen zum Wiegen angetreten war. Doch nicht nur das Schlachten von anderen Schweinen als dem Gewogenen war normal, auch wurden häufig mehr Schweine geschlachtet, als eigentlich erlaubt war. Dies erforderte aber einen weitaus größeren Aufwand, da die Schweine auch bei den regelmäßigen Zählungen der Tiere versteckt werden mussten.
Das Umgehen der Bestimmungen war allerdings nur dadurch möglich, dass die Fleischbeschauer selbst Einwohner der Dörfer waren und nicht zum Nachteil ihrer Nachbarn handelten.

## Kirche und Staat

### Das Verhältnis von Kirche und Staat (im Untereichsfeld)
Bis zum März 1933 war der Alltag im Untereichsfeld durch kirchliche Vereine geprägt. Anfangs herrschte ein Nebeneinander von Kirche und Staat. So wurde am 1. Mai 1933, dem „Tag der nationalen Arbeit“, ein gemeinsamer Gottesdienst durchgeführt. Auch an anderen Tagen nahmen Männer der Sturmabteilung in ihren Uniformen vereinzelt am Gottesdienst teil.
Offen gegen die Kirche durch Verbote vorzugehen wagten die örtlichen Vertreter der NSDAP nicht. So wurden alle kirchlichen Veranstaltungen durchgeführt, sie hatten sogar durch ihren demonstrativen Charakter eine hohe Resonanz. Später wurden die kirchlichen Vereine in Hilkerode doch aus dem öffentlichen Leben verbannt, zu diesen zählte beispielsweise der Gesellenverein.
Die Beteiligung am Gottesdienst in Mingerode lag bei fast 100 %, wie Bernward Neisen im Bericht im Kirchenblatt für das Bistum Hildesheim 1935 schrieb: „800 Einwohner und nur einer hat gefehlt! Und der Führer euerer Bewegung sagte neulich, das Christntum sei eine Episode, die jetzt zu Ende geht!“

### Der Konflikt zwischen Kirche und NSDAP (im Obereichsfeld)

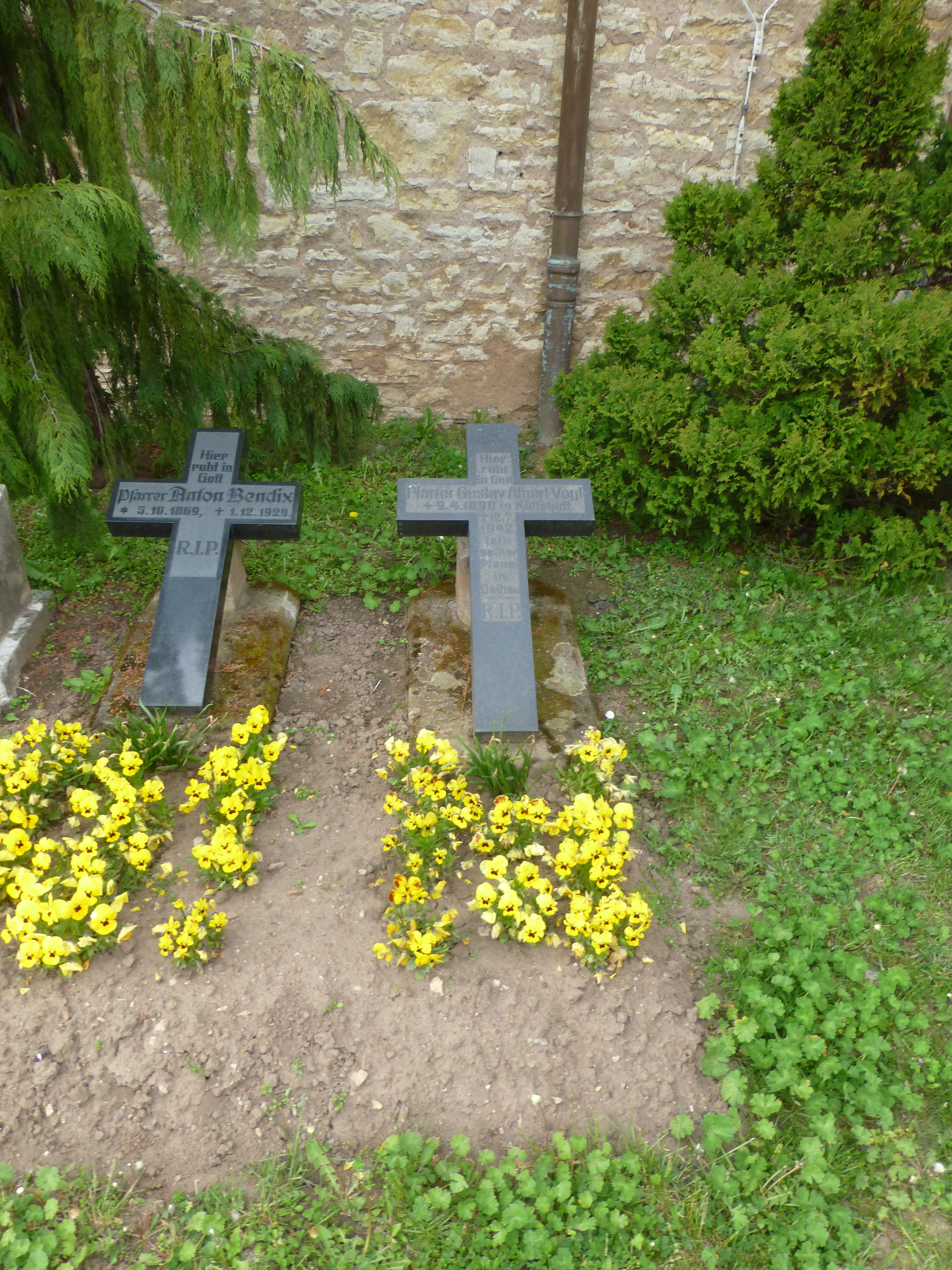
Grab des 1940 verhafteten und 1942 im KZ Dach verstorbenen Pfarrers Gustav Vogt von Deuna

Das Eichsfeld gilt seit Jahrhunderten als Marienland. Aufgrund des starken Glaubens galt das katholische Eichsfeld als nahezu immun gegen die Verlockungen des dritten Reiches. Ein Beispiel hierfür ist die Reichskristallnacht, bei der das Eichsfeld kaum bis gar nicht beteiligte. Das lag zum einen an der geringen Anzahl jüdischer Bürger, aber auch an dem Widerstand der Katholiken selbst.
Am 23. März 1933 erklärte Adolf Hitler: „Die nationale Regierung sieht in den beiden christlichen Konfessionen wichtigste Faktoren der Erhaltung des Volkstums.“

### Die katholische Kirche und die neue Zeit (im Obereichsfeld)
Die Nationalsozialisten trafen im Eichsfeld auf eine etablierte katholische Kirche. Das Eichsfeld verfügte flächendeckend über ein zusammengewachsenes Konstrukt an Organisationen, Gebräuchen und Pfarreien vor Ort. Durch Mitwirkung der Geistlichen in den Schulen und Kindergärten wurde die Jugend bereits frühzeitig in den Glauben eingebunden und konnte zunehmend auch für den Beruf des Pfarrers begeistert werden. Die NSDAP tat sich überaus schwer, die katholischen Netzwerke innerhalb der Bevölkerung aufzubrechen. Bis zum Ende des dritten Reiches 1945 konnte sie die vorherrschenden Glaubensgrundlinien nicht vollständig beseitigen. Angriffe auf Kirche und Geistliche stießen in der Bevölkerung auf unmissverständliche Aversion und Abneigung gegen die Nationalsozialisten und deren Vorsteher wie Bürgermeister Müller und Kreisleiter Vogt. Man spricht von einem ständigen Kleinkrieg zwischen Kirche und Staat, bspw. um die Genehmigung christlicher Prozessionen, um das Recht der freien Religionsausübung für Mitglieder der Hitlerjugend und NSDAP, um das Recht des Religionsunterrichts usw. So wurden auf dem Hülfensberg 1933 das Konrad-Martin-Kreuz eingeweiht und 1934/35 bei Deuna das Dünkreuz nach anfänglichen Behinderungen errichtet. Die Eichsfelder waren in einem festen Rahmen der kirchlichen Inhalte gebunden. Die Kirche symbolisiert und symbolisierte allzeit eine feste Konstante im äußeren und inneren Dasein.
Der größte Kampf wurde jedoch um die Jugend der damaligen Zeit ausgefochten.

### Konflikte zwischen Hitlerjugend und Kirche (im Obereichsfeld)
Die Hitlerjugend bot zur Zeit des dritten Reiches ein attraktives Angebot an emanzipatorischen Elementen an. Dabei ließ sich durch Jugendkultur und Pubertät eine eigene Gruppenidentität definieren, die systematisch das Abgrenzen von den Erwachsenen und der Institution Kirche vorantrieb.
Die Hitlerjugend strebte, wie überall im ehemaligen Kaiserreich, auch im Eichsfeld die alleinige Hegemonialstellung im Bereich der Jugend an. Vereinfacht wurde dies durch die vorherrschende Gleichschaltung von Justiz und Verwaltung. Gleichwohl war es die katholische Kirche die zum wichtigsten Gegner im hochkatholischen Eichsfeld aufstieg.
Unterbannführer Beckmann verkündete 1933 in Lutter:
„[…] sich offen zur Bewegung Adolf Hitlers zu bekennen, noch sei es nicht zu spät, andernfalls könnte es sein, daß diejenigen, die sich heute nicht einschalten, ausgeschaltet würden für die Zukunft.“
Ein nicht zu verachtender Seitenhieb in „Richtung Rom.“ Es begann ein regelrechter Wettstreit um die Gunst der Kinder- und Jugendlichen des dritten Reiches. Den ersten Anlass für einen öffentlichen Aufmarsch bot die Sommersonnenwende 1933. Unter der Fahne der Hitlerjugend sollten sämtliche Jugendvereine und Jugendorganisationen an den Wettkämpfen teilnehmen. Die Hitlerjugend, sowie viele andere Jugendorganisationen nahmen vielerorts an den Wettkämpfen teil. Aus einigen Lageberichten der Schutzstaffel geht zum Jahreswechsel 1933/34 hervor, dass es eine signifikante Beitrittswelle zur Hitlerjugend auf dem Eichsfeld gab. Die scheinbar charismatische Anziehungskraft von jungen, dynamischen, kämpferischen und sportlichen Jugendorganisationen und Gruppierungen scheint die Jugendlichen zur damaligen Zeit stark angeregt zu haben. Im Allgemeinen kann man vom Herbst 1933 – April 1934 eine zunehmende Begeisterung in der Bevölkerung gen dem Nationalsozialismus erkennen. Diese Begeisterungswelle schlug sich gleichwohl auch auf die Erwachsenen nieder.
Tatsächlich darf man diese Begeisterungswelle nicht pauschalisieren, da sie keinesfalls auf alle Örtlichkeiten zu übertragen ist. Tendenziell waren es vor allem die evangelisch gesinnten Ortsmitglieder die leichter zu begeistern schienen, jedoch gab es auch einige katholisch-gesinnte welche relativ schnell dem Nationalsozialismus in seinem Aufstieg verfielen, bspw. Breitenworbis, Küllstedt, Teistungen und Uder. Gleichsam gab es allerdings mehrheitliches Desinteresse und Distanzierungen gegenüber dem Nationalsozialismus. So auch in Mackenrode, Wiesenfeld und Deuna. Aus Deuna heißt es 1933:
„Es scheint so, als ob die Eltern in Deuna ihre Kinder bewußt von unserer Jugendorganisation fernhalten, selbst wenn sie bei der Gelegenheit betonen, daß auch sie ´national´ sind. Dieses unüberlegte Verhalten der Eltern kann sich vielleicht einmal später an der heranwachsenden Jugend rächen.“
Ähnliches galt für das konfessionelle Fretterode. Der Argwohn den die meisten Eltern gegenüber der Hitlerjugend verspürten, fußte größtenteils auf religiösen Grundsätzen. Viele Familien sahen bereits 1933 die Absichten der Hitlerjugend auf den alleinigen Erziehungsanspruch als abwegig an. Unterbannführer Beckmann verkündete an alle Hitlerjungen:
„Sagt euren Eltern, daß kein Grund vorliegt, anläßlich der Kirchenfrage, denn in der bereitwilligsten Weise hat sich Professor Müller (wohnhaft in Heiligenstadt) uns zur Verfügung gestellt, um an diesen Tagen [darunter ein Sonntag] für das geistige Wohl unserer gesamten Hitlerjugend zu sorgen.“
Die Eltern standen dieser Bewegung kritisch gegenüber und sprechen von einer Bedrohung für das „Seelenheil“ der Kinder katholischer Tradition. Diesbezüglich keimten immer mehr Bedenken gegenüber der nationalsozialistischen Jugendaktivitäten auf. Neben den religiösen Bedenken herrschten auch Angstzustände vor als der Gedanken eines Jungvolk-Lagers aufkeimte. Die Befürchtungen richteten sich zunehmend gegen die Freizeitaktivitäten der Hitlerjugend. Da übermäßig viel betriebene sportliche Aktivitäten, Schlafentzug (wegen Fahnenappellen) sowie die vorherrschenden Klimabedingungen die Kinder und Jugendlichen zunehmend beeinträchtigen würden. Dazu erklärt ein Lagebericht der Gestapo aus dem Februar 1934:
„Innerhalb der Hitlerjugend wird seitens der Elternschaft über öftere zu lange Ausdehnung des Dienstes geklagt. Die Jungen kommen vielfach erst gegen 23 Uhr abends nach Hause und sind dann während des Schulbesuchs am anderen Vormittag abgespannt.“
Gleiches beklagten die Ausbilder über angestellte Lehrlinge. Die Kirche selbst nahm den aufkeimenden Kulturkampf schnellstmöglich wahr und ließ bereits im Juni 1933 verlauten, dass sie zwar die neue Regierung akzeptieren [müsse], sie jedoch das Miterziehungsrecht einfordere. Die Situation der Konfliktparteien konkretisierte sich im Jahre 1934 zunehmend. Da die Eichsfelder Hitlerjugend sich im Spannungsfeld wiederfand, indem die Großzahl ihrer Mitglieder weiterhin den katholischen Glauben aktiv verfolgten und gleichzeitig der Hitlerjugend beiwohnten. Anlässlich der Führertagung am 4. Februar 1934 verlautete Gebietsführer Blum, er kenne das Eichsfeld als eine für die Hitlerjugend besonders schwierige Gegend.
Den Vorwurf, die Hitlerjugend sei „gottlos“, wies Blum im selben Atemzug zurück und behauptete sogar, dass „das Christentum eine tiefe Verwurzlung in der Hitlerjugend innehätte.“ Gleichsam wollte er bis zum 1. Juni 1934 alle Jugendvereine-, -organisationen und -verbände der Hitlerjugend annektieren. Bis dato blieb die Eichsfelder Jugend den national-sozialistischen Bestrebungen zum Großteil fern.
Beim Festakt vom 11. März 1934 auf dem Marktplatz in Heiligenstadt wurden die nicht katholischen Jugendverbände, wie der Turner- und Schwimmverein sowie die evangelischen Jugendverbände in die Hitlerjugend übermittelt, nicht ohne Zugriff auf mediale Mittel. Der mittlerweile zum besoldeten Bannführer beförderte Beckmann erklärte mehrfach, dass man nicht eher „rasten würde, bis die ganze Eichsfelder Jugend in der HJ ist.“ Im März 1934 gab der Bann 223 (Südharz-Kyffhäuser) bekannt, dass nunmehr ausschließlich die Hitlerjugend in den Jugendverbänden präsent sei. Daraufhin lag das Hauptaugenmerk auf den Gebieten Eisenach-Gotha und dem Eichsfeld. Blum bezeichnete das Eichsfeld als letzte Problemregion Thüringens, da die HJ keinen Fuß fassen konnte. Kaum ein anderes gesellschaftliches Feld galt so umkämpft wie die Jugendorganisation im Eichsfeld. Der Dingelstädter Ortsbürgermeister (NSDAP) beschrieb die Problematik folgendermaßen:
„Wer die Jugend hat, dem gehört die Zukunft.“
Im Mai 1935 begann eine Art Propagandawelle mit dem Ziel, die Jugend zur Hitlerjugend zu bekehren. Für die Geistlichen galten derweil die Uniform und das herangezogene Verhalten der Hitlerjugend als grotesk. In Kirchgandern und Geismar wurde rechtsgesinnten Gemeindemitgliedern der Ausschluss vom Gottesdienst angedroht, sollten sie mit ihrer HJ-Uniform die Kirche betreten.
Die kirchentreuen Kräfte veranstalteten religiöse Heimatabende, um die Kinder der Hitlerjugend wieder dem Glauben zuzuwenden und auf deren Austritt abzuzielen. Doch selbst die Parteiangehörigen standen in Zweifelsfällen zur Kirche. Der Silberhäuser Ortsgruppenamtsleiter Huppach ermahnte 1935 dazu: „der Kirche treu zu bleiben.“ Aus Küllstedt heißt es im Jahr 1935, dass die Anzahl der Jungmädel wieder gesunken sei und die Hitlerjugend in der Ortschaft zunehmend an Macht verliert. Die weiteren Gegenreaktionen der Eichsfelder Kirche gegen die nationalsozialistische Jugendphilosophie sind beachtlich. Die Kirche infiltrierte die Hitlerjugend regelrecht. Wichtige Informationen wurden nur noch per Kurier übermittelt, da man befürchtete beim Telefonat abgehört zu werden.
Der Staat schränkte die katholische Kirche letzten Endes mit Hilfe der „Polizeiordnung gegen die konfessionellen Jugendverbände“ vom 23. Juli 1935 ein, in der den katholischen Jugendvereinen sämtliche Aktivitäten außerhalb des religiösen Rahmens, z. B. sportliche Aktivitäten, verboten wurden. Somit war die Wirkung der katholischen Kirche auf die Pfarrheime und Kirchen selbst eingedämmt.
Dennoch ist das Auftreten der katholischen Kirche gegenüber der Hitlerjugend ein signifikantes Beispiel für den starken Glauben im Eichsfeld. Nachdem ab 1935 keine Heiligenstädter Gymnasiasten mehr an der Palmsonntagsprozession als Grabesritter teilgenommen haben, nahmen 1943 acht junge Männer, darunter auch örtliche HJ-Führer, wieder aktiv an der Prozession teil. In den folgenden Tagen mussten sie sich vor dem NSDAP-Kreisleiter und der HJ-Führung rechtfertigen und kamen in ein HJ-Straflager.

## Widerstand (im Untereichsfeld)
Die Untereichsfelder kommunizierten auf verschiedenen Wegen ihren Widerstand gegen den Nationalsozialismus. So wurde am 1. Mai 1933 die zehn Tage zuvor in Duderstadt, an Hitlers Geburtstag, gepflanzte Hitler-Eiche abgebrochen. Zur Last gelegt wurde dies einzelnen Kommunisten, welche im Anschluss verhaftet wurden.
In Desingerode weigerte sich ein Bauer, der dem Zentrum nahe stand, für das Winterhilfswerk zu spenden. Daraufhin wurde er in der Zeitung verurteilt und die Einwohner dazu aufgefordert, ihn im Dorf zu isolieren. Dem hielt der Bauer nicht stand, weshalb er später doch an das Winterhilfswerk spendete. Diese Art des Widerstands war im Untereichsfeld bei Weitem kein Einzelfall.
Auch Schüler leisteten dem Nationalsozialismus Widerstand, indem sie sich dem Willen einer Hilfslehrerin aus Brochthausen nicht beugten. Diese ließ das Kruzifix neben dem Hitlerbild in dem Klassenraum umhängen und vor dem Unterrichtsbeginn statt des üblichen Gebets ein nationales Lied singen. Einige Kinder beteten dennoch, oder stimmten ein Marienlieder an.
In Rhumspringe sollte der Pfarrer Hartmann verhaftet werden, da er für den Geschmack der Partei ein zu großes Ansehen in der Gemeine, vor allen Dingen bei den Jugendlichen, genoss. Deshalb suchte die Geheime Staatspolizei nach Gründen, um die Verhaftung des Pfarrers „legal“ zu machen. Als er schließlich von der Gestapo zum Verhör aus dem Religionsunterricht geholt wurde, geriet das Dorf in Unruh. Es sprach sich so schnell herum, dass sich binnen weniger Minuten zwischen 200 und 300 zum Teil bewaffnete Einwohner vor die Gestapo stellten. Dabei wurde gedroht, den Wagen umzuwerfen, wenn sie diesen mit dem Pfarrer besteigen sollten. Aufgrund der bedrohlichen Situation wurde der Pfarrer nicht verhaftet. Dieser geleistete Widerstand blieb allerdings nicht ohne Nachspiel. Am nächsten Tag kam die Gestapo in deutlich größerer Formation zurück, um den Pfarrer und einige Männer und Frauen zu verhaften.
Keinen direkten Widerstand aber dennoch Abneigung der Untereichsfelder dem Nationalsozialismus gegenüber zeigt die Missachtung und Ignoranz der nationalsozialistischen Literatur, wie „Der Stürmer“, in Duderstadt, da sich kein Bewohner dem Verdacht des Sympathisantentum aussetzen wollte. Nach außen hin wurde eine 100-prozentige Zustimmung der Untereichsfelder zum Nationalsozialismus propagiert, von den Vorbehalten den Nationalsozialisten gegenüber war keine Rede.
Am 6. April 1945 wurden in Gieboldehausen die Brücken zum Sprengen vorbereitet, um den Amerikanern das Vorrücken zu erschweren. Hier kam es zu Auseinandersetzungen mit den Einwohnern, da diese das Sprengen verhindern wollten. Es gelang einigen die Sprengladung der Rhumebrücke unschädlich zu machen, indem sie diese ins Wasser warfen. Dies war jedoch der einzige Standort, an dem der Widerstandsplan zum Kriegsende gelang.

## Kriegsende 1945
In Anbetracht der heraneilenden Niederlage Deutschlands wurden in Tiftlingerode die Einwohner am 27. März 1945 genötigt Pferdewagen bereitzustellen, damit die deutschen Truppen ihr Gepäck und die Waffen in den Harz transportieren konnten. An einigen Stellen wurde im Untereichsfeld Panzersperre aufgestellt, um die Amerikaner an einem schnellen Vorrücken zu hindern. Als sich der Seulinger Bürgermeister wehrte, diese Sperren aufzustellen, da er den Sinn darin nicht sah, die Amerikaner am Einmarsch zu hindern, wurde ihm die Todesstrafe angekündigt. Die handelnden Organe der Partei kamen nicht dazu diese Androhung auszuführen, da ihnen die Amerikaner dazwischen kamen.
Am 8. April 1945 verließ die Stabsabteilung der deutschen Wehrmacht Desingerode. Vorher sorgten die Mitglieder dafür, dass alle belastenden Akten verbrannt wurden. Auch die Einwohner der verschiedenen Dörfer zerstörten alles, was in irgendeiner Weise an das NS-Regime erinnerte. Dazu zählten unter anderem Hakenkreuzfahnen, Parteiabzeichen und Uniformen.
Im Verlauf des 9. April 1945 rückten die Amerikaner näher, jedoch nicht wie erwartet über Seulingen nach Desingerode, sondern über Himmigerode durch den Wald. Auf diese Weise konnten sie nicht die weiße Flagge sehen, die die Desingeröder nach Seulingen zeigend am Kirchturm angebracht hatten, um den Amerikanern den Verzicht auf Gegenwehr aufzuzeigen. Des Weiteren wurden die Amerikaner vom naheliegenden Werxhäuser Wald von den abziehenden SS Truppen beschossen, weshalb diese begannen Desingerode zu beschießen, bis zwei Einwohner den ausländischen Truppen mit einer weißen Flagge entgegengingen. Somit war Desingerode die erste Gemeinde des Untereichsfelds, die in die Hände der amerikanischen Truppen fiel.
Das Untereichsfeld ging am 9. April kampflos an die Amerikaner über. Diese verhängten über Nacht Ausgangssperren. Die Gefühlslage bei den Untereichsfeldern über die Besetzung durch die Amerikaner war gemischt. Manche beobachteten es sehr kritisch, andere freuten sich über die Schokolade der Fremden und wieder andere boten den Amerikanern Schnaps und Zigaretten an.
Durch die folgende Entnazifizierung wurden der Kreisleiter, der Bürgermeister Duderstadts, einige Ortsgruppenleiter, der Kreisobmann der Deutschen Arbeitsfront und der Sturmabteilungsobersturmführer interniert.
Im Obereichsfeld kam es am 7. April 1945 in der Schlacht bei Struth zu schweren Kämpfen, als deutsche Truppenverbände versuchten, den Vormarsch der amerikanischen Truppen aufzuhalten. Dabei wurden große Teile des Ortes zerstört und viele Soldaten auf beiden Seiten getötet.

## Schule, Vereine und Organisationen (im Untereichsfeld)
Im Verlauf des Jahres 1933 erhielt auch Hilkerode den „Volksempfänger“, sodass die Schülerinnen und Schüler in der Schule darüber an großen Veranstaltungen zugehört.
Ab 1941 begann unter Anleitung des Lehrers an der Schule in Tiftlingerode eine Seidenraupenzucht, um die Kokons in der Sammelstelle Duderstadt abzuliefern. Hergestellt wurden daraus Fallschirme.
In den letzten Wochen vor dem Einmarsch der Amerikaner fand in der Schule in Tiftlingerode kein Unterricht mehr statt, da diese durch deutsche Truppen belegt waren.
In Hilkerode und anderen Dörfern des Untereichsfelds wurden Sportvereine, die der deutsche Jugendkraft angehörten, verboten. Es sollte alles gleichgeschaltet werden, um einen Einheitsverband besser beaufsichtigen zu können. Die Vereine mussten jeweils Verbindungsmänner zur NSDAP stellen.
In Duderstadt gab es folgende Organisationen: Ortsgruppe, Sturmabteilung, Hitlerjugend, Bund Deutscher Mädel, Nationalsozialistische Volkswohlfahrt, Reichsluftschutzbund, Deutsche Arbeitsfront, Kraft durch Freude, Verband für das Deutsche im Ausland, Nationalsozialistische Kriegsopferversorgung, Nationalsozialistischen Richterbund.

## Aufarbeitung der Geschichte (im Untereichsfeld)
Viele Jahre wurde die Zeit des Nationalsozialismus im Untereichsfeld verdrängt. Demnach fand keine Aufarbeitung der Geschichte statt. In den Dorfchroniken, die vor 1992 geschrieben wurden, findet sich nichts zur Zeit des Nationalsozialismus. Ein Umdenken fand erst ab 1992, verhältnismäßig spät, mit dem Werk von H. H. Ebeling und H. R. Fricke „Duderstadt 29-49. Untersuchungen zur Stadtgeschichte im Zeitalter des dritten Reichs. Vom Ende der Weimarer Republik bis zur Gründung der Bundesrepublik Deutschland“ statt. Im Anschluss wurden auch in den neuen Chroniken detaillierter auf die Zeit des Nationalsozialismus eingegangen.
Bis dato war der Standpunkt, dass der Nationalsozialismus im Untereichsfeld aufgrund des streng katholischen Glaubens hier keinen Einzug gehalten hatte. Die Aufarbeitung durch Ebeling und Fricke und später auch durch G. Hütt widerlegte die These. Der Nationalsozialismus war im Untereichsfeld lange nicht so ausgeprägt, wie in anderen Teilen Deutschlands. Er breitete sich recht schleppend aus und fand keinen sehr großen Anklang bei den Anwohnern, da sich nicht alle mit der Ideologie des Nationalsozialismus identifizierten. Dies war ganz sicher der tiefen Verbundenheit der Anwohner dem Katholizismus zuzuschreiben.

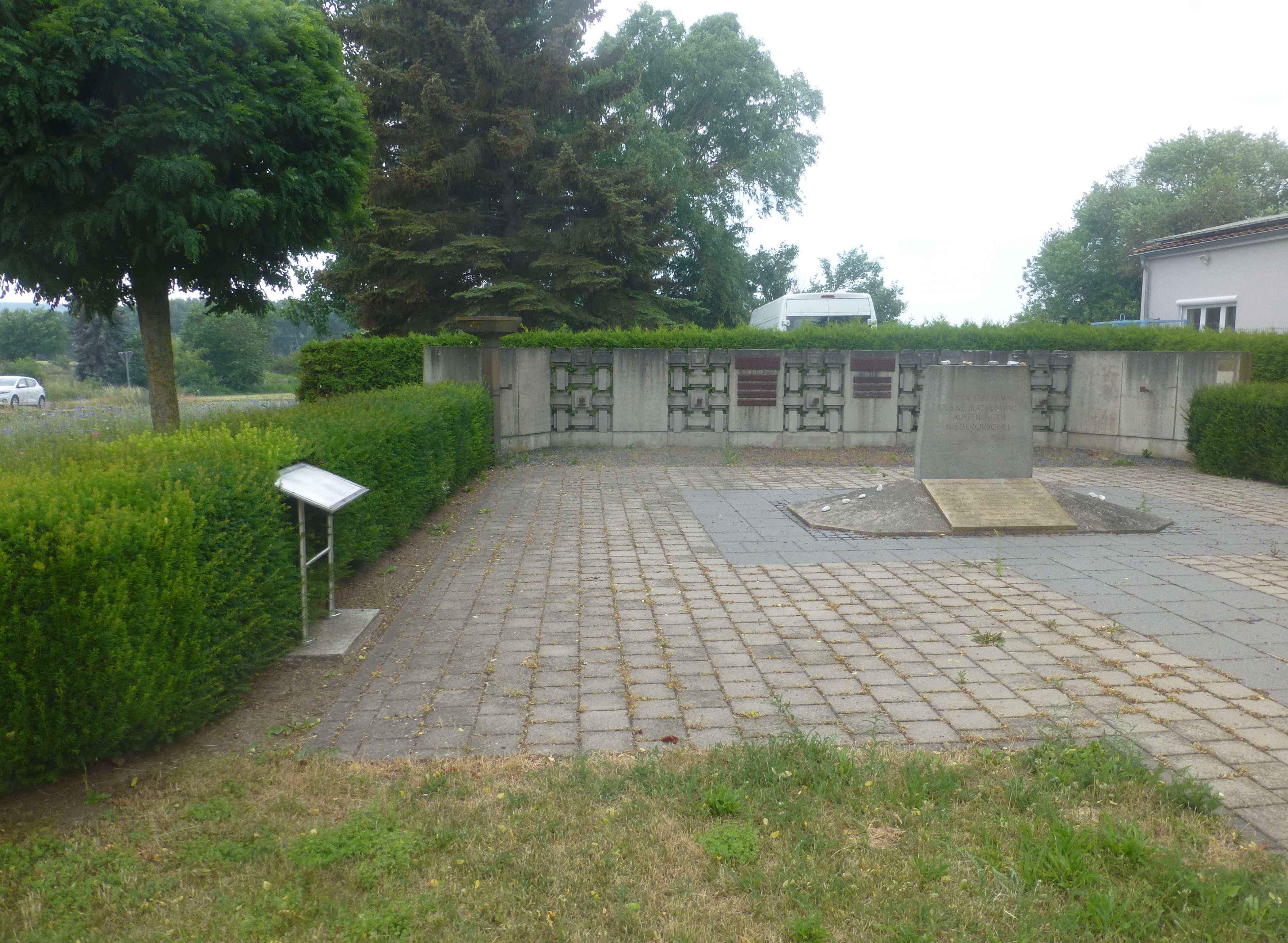
Denkmal für die Opfer des Nationalsozialismus im KZ-Außenlager Niederorschel